# Áram-védőkapcsoló

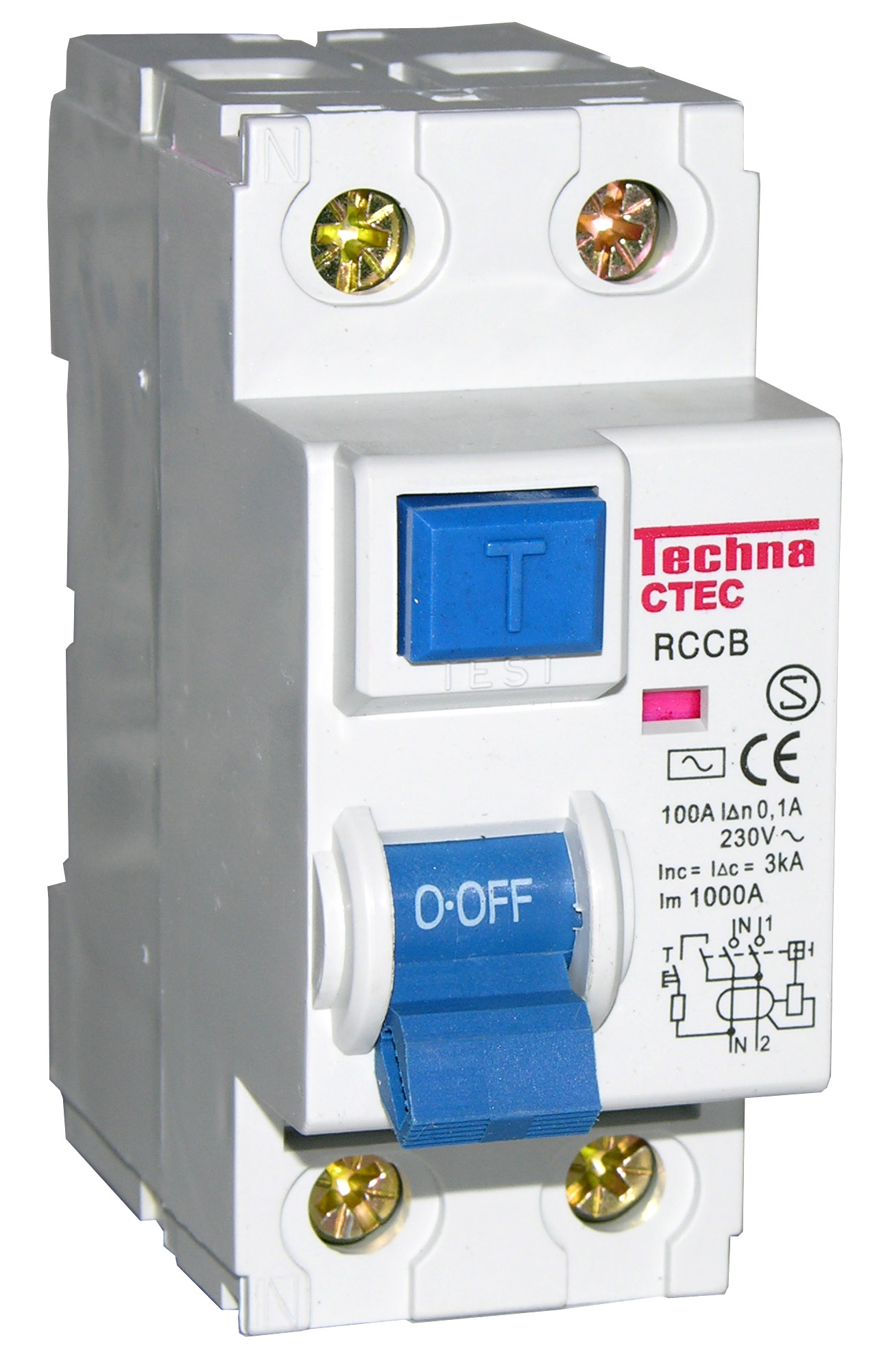
Egyfázisú (kétpólusú) FI relé, Névleges árama: 100 A, leoldási árama: 100 mA, karakterisztikája (típusa) AC

Az áram-védőkapcsoló (ismert még: FI relé, érintésvédelmi relé, ÉV-relé és életvédelmi relé, illetve ÁVK néven is; angolul: residual-current device / ground fault circuit interrupter, németül: Fehlerstromschutzschalter) olyan elektromos kapcsolókészülék, amely lekapcsolja a mögötte lévő hálózatot, amennyiben (relatíve kicsi) szivárgó áramot észlel. Ilyen eset például akkor fordulhat elő, ha egy vezető vagy egy fogyasztó földzárlatos lesz, illetve ha valaki véletlenül megérinti a hálózat feszültség alatt álló részeit. Ebben az esetben, a készülék megszólalási idejére áramütés éri az embert, de a rövid behatási idő miatt ez nagy valószínűséggel nem okoz maradandó károsodást.
A „FI relé” névnek nincs köze a görög ábécé φ, Φ (fí) betűjéhez, hanem az a német nevéből származtatott rövidítés, amelyben az F a német Fehler (magyarul: hiba) és az I nagybetű az SI-mértékegységrendszer szerint az áram egyezményes jele. Gyakran az életvédelmi relé kifejezés használatos – utalva ezzel az eszköz tényleges feladatára –, miközben a köznyelvben a FI relé megnevezés terjedt el leginkább.

## Működési elve

Háromfázisú FI relé elvi működése

Működése azon az egyszerű elven alapul, hogy Kirchhoff csomóponti törvénye értelmében – általános 230 V váltakozóáramú hálózatot feltételezve – a fázisvezetőben folyó áram értéke megegyezik a nullavezetőben folyó árammal. Amennyiben a fázisvezetőn folyó áram különbözik a nulla vezető áramától, akkor valahol szivárgás van, például testzárlatos a fogyasztó vagy megérintettünk egy feszültség alatt álló fémrészt (amely lehet például egy megsérült szigetelésű vezeték), így az áram egy része nem szabályos fogyasztói áramkörön, azaz nem a fázis- és a nullavezető között halad. Ebből adódóan az érintésvédelmi relé a fázis- és a nulla vezetékekben kialakult aszimmetriát érzékeli. A „különbség miatt feltételezett hiba” elvére épülő megoldás eredményeként, a relé nem „tud” az elfolyás okáról és helyéről, csak annak tényét érzékeli. Amennyiben ez az úgynevezett hibaáram a relére jellemző küszöbértéket meghaladja, a beépített elektromechanikus modul azonnal bontja a hálózatot.
Háromfázisú, 400 V-os hálózaton a fentiek úgy érvényesek, hogy normál üzemben a három fázisban folyó áram (vektoriális) összege megegyezik a nullavezetőben folyó árammal, és ezt az egyensúlyt figyeli az áram-védőkapcsoló. Ha I1+I2+I3≠In, akkor a föld felé folyik az áram, ezért a relé kiold. Ebből következik, hogy egy háromfázisú ÁVK nem helyettesíthető 3 darab egyfázisúval, mert mindhárom leoldana.
Lényeges különbség a normál biztosítók (olvadóbiztosító vagy kismegszakító) és az érintésvédelmi relé között, hogy az érintésvédelmi relé 2-3 nagyságrenddel érzékenyebb a biztosítónál, illetve a kismegszakító csak az átfolyó túláram ellen véd, míg a FI relé a szivárgó áramok ellen nyújt védelmet az átfolyó áram nagyságától függetlenül. Például amíg egy alacsony értékű szokványos biztosító kioldási értéke 6 A túláram, addig az életvédelmi relé már 30 mA-es szivárgó áram esetén elvégzi a lekapcsolást, ráadásul igen gyorsan, korszerűbb változatok akár kevesebb, mint 20 ms alatt.

## Alkalmazási területe
A jelenleg érvényben lévő szabványok szerint minden olyan új építésű elektromos szekrény (kapcsolószekrény) kötelező része, amelyet „A képzetlen személyek által használt és általános használatra szánt, legfeljebb 20 A névleges áramú csatlakozóaljzatok számára” telepítettek. A régebbi kialakítású és hasonló célú elektromos szekrények pótlólagosan felszerelhetőek érintésvédelmi relével.
Érintésvédelmi relé alkalmazása a következő esetekben szükséges:
- általános használatú fémházas elektromos készülékek testzárlatakor előforduló áramütések elkerülésére;
- vezetékek vagy feszültség alatt álló részek véletlen érintési lehetősége miatt;
- tűzvédelmi célból: a kialakult tűz okozta károk mérséklésére, illetve az elektromos tűz kialakulási esélyének csökkentésére;
- készülékvédelmi célból: az aszimmetrikus áramok kárt okozhatnak a többfázisú berendezésekben;
- kisgyerekek véletlen csatlakozó aljzatba nyúlása esetére (bár erre a célra vakdugók vagy speciális védett csatlakozó aljzat beszerzése ajánlott, a FI relé lehet a második biztos védelmi szint, ha a vakdugó véletlenül kint maradt stb.)
- kisállatok esetleges vezetékrágásából eredő károk megelőzésére; az állat védelmére
- speciális, nem szokványos hálózati áramokat és feszültségeket használó munkakörnyezetben.

## Felépítése

Érintésvédelmi relé elvi kapcsolása
Részei:
1. Elektronika az áramváltóhoz
2. Áramváltó szekunder tekercs
3. Áramváltó transzformátor vasmag
4. Teszt kapcsoló
L Fázis vezeték
N Nulla vezeték

Egy egyfázisú FI relé felépítése az ábrán tanulmányozható:
Az L (fázis) és az N (nulla) vezeték azonos irányban van átvezetve az áramváltó vasmagján, amelynek felmágnesezése így a két áram (előjelhelyes) összegével arányos.
- Alaphelyzetben mindkét vezetékben azonos nagyságú, de ellentétes irányú áram folyik, ezért az áramváltó 3 vasmagját nem mágnesezik fel, mivel a mágneses terük eredője éppen nulla.
- Amennyiben valamilyen hiba esetén az áramváltó után az L vezetőtől a föld felé folyik valamekkora áram, az N vezetőben visszafolyó áram nagysága ennyivel kisebb lesz. A különbség miatt a mágnesezések nem egyenlítik ki egymást, és a vasmag felmágneseződik. A vasmagon lévő 2 szekunder tekercsben ettől feszültség indukálódik, de mivel zárt kört képez, áram is folyik. Az 1 elektronika észleli az áramot, és ha az meghaladja a küszöbértéket, a főérintkezőket bontja, így a fogyasztók felé menő hálózatot leválasztja a bejövő hálózatról. A lekapcsolás olyan gyors (25 ms –40 ms), hogy az áramkört gyakorlatilag azonnal megszakítja, és így az áramütött személy szinte fel sem fogja, hogy „megrázta az áram”. Szerencsétlen esetben előfordulhat, hogy nem alakul ki a küszöbértéket meghaladó áram az emberen keresztül. Ekkor érezni fogja az áramütést, de az ijedtségen túl, nem okoz maradandó károsodást neki.
- Lényeges szempont, hogy a védővezetőt (földelés) nem szabad átvezetni az áramváltón, hiszen akkor az azon visszatérő árammal együtt már nincs különbség. Ezért az igen elterjedt TN-C-S rendszereknél a védővezető és a nullavezető összekötése (föld nullázása) csakis a FI relé előtt megengedett, utána szigorúan tilos, azaz onnantól a fázis (L), nulla (N) és föld (PE) vezetékeket csakis elkülönítve, egyértelműen megjelölve kell vezetni.[3][4] Korszerűbb FI relé típusok már hibaként érzékelik a relé utáni szabálytalan nullázást is, aminek eredményeként azonnal leoldanak és visszakapcsolásuk nem is lehetséges a hibás kötés kijavításáig.
- Hangsúlyozni szükséges, hogy fázis-nulla közötti rövidzárlat, túlterhelés stb. ellen az érintésvédelmi relé semmilyen védelmet nem ad, hiszen akkor a fázis(ok) és nulla ág(ak)ban is ugyanakkora áram folyik, vagyis nem lép fel aszimmetria.

### Ellenőrző kapcsoló
A készüléken található a 4 ellenőrzésre szolgáló nyomógomb, amelyet működtetve az áram egy része nem folyik át az áramváltón, hanem kikerüli azt, ilyenkor a relének azonnal le kell kapcsolnia. Ezt a vizsgálatot beüzemeléskor és évente kétszer célszerű elvégezni. Korábban a legtöbb gyártó havi rendszerességű ellenőrzést javasolt, de a folyamatosan fejlődő előállítási technológiák miatt ez sok típus esetében lecsökkent évi két alkalomra. Fontos megjegyezni, hogy ez a vizsgálat csak arról ad felvilágosítást, hogy a relé működik-e, de arról nem ad felvilágosítást, hogy a hálózat is védett-e. Az egész hálózat védettségét bizonyító legbiztosabb ellenőrzés, ha a relével védett szakaszon egy helyesen bekötött csatlakozóaljzatnál vagy fogyasztónál egy megfelelő ellenőrzőlámpával áramkört létesítünk a fázis- és a földvezető között. Az FI relé szabályos felszerelése és tökéletes működése esetén még azelőtt leold, hogy a lámpa izzószála egyáltalán kivilágosodna, jelezve ezzel a hibátlan érintésvédelem meglétét.
Léteznek speciális kézi teszterek, amelyek a hálózati aljzatba dugható csatlakozóba épített egyszerű tesztlámpáktól egészen az LCD kijelzős, digitálisan programozható változatokig terjednek. Ez utóbbiak igen részletes képet tudnak adni a vizsgált hálózatról, így az ott felszerelt életvédelmi reléről is. Mérhető velük a tényleges hibaáram, amelyre a leoldás bekövetkezik, de a relé sebessége és karakterisztikája is vizsgálható.

## Érzékenysége

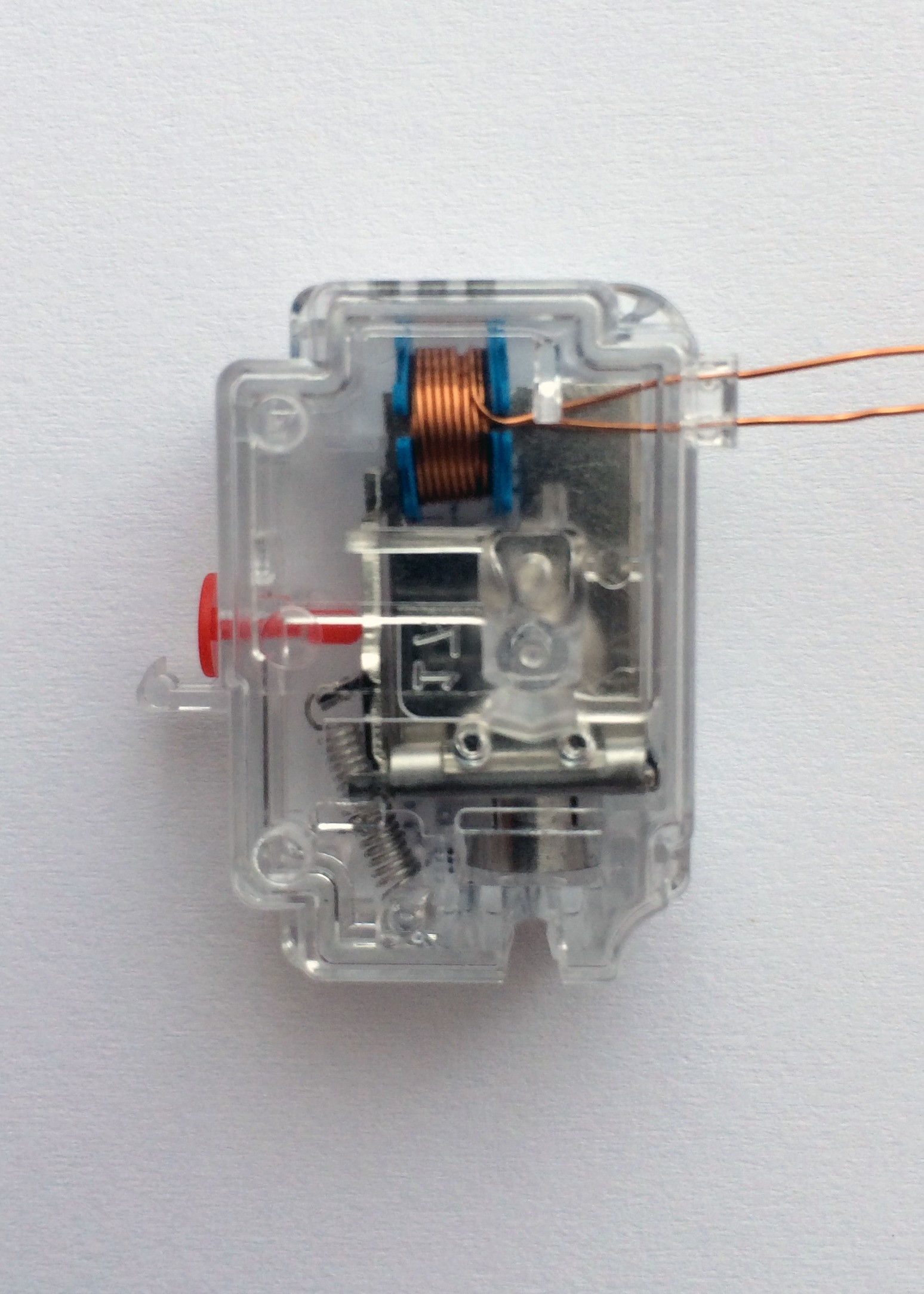
Egyfázisú AC típusú szétszerelt FI relé elektromechanikus leoldó modulja. A rugóval előfeszített billenőnyelvet egy állandó mágnes tartja a helyén, de ha a tekercs áram alá kerül, az ellentétes irányban gerjeszt mint a mágnes, így a kis piros nyomókar a rugó hatására elmozdul, oldja a reteszelést és elvégzi a szintén rugóval előfeszített ezüst ötvözetből készült főérintkezők szétválasztását

Az érintésvédelmi relé érzékenysége független a hálózatból felvett áramtól, és nem fogyaszt energiát. A készülék megszólalási érzékenységét a védett helytől függően választják meg. Mivel az emberre a 70 mA-es áram már életveszélyes lehet, a megszólalási érzékenységet általában 30 mA-ben határozza meg a szakma elfogadott szabályrendszere. Az épületek vezetékezésében gyakran felléphet valamennyi átvezetés (szivárgás) – különösen nedves környezetben, nyirkos falakban, pl. pincékben vezetett régi öreg szigetelésű vezetékek esetében stb. – ezért a kisebb értékű megszólalási érzékenység a készülék felesleges lekapcsolásait okozhatná. Speciális célokra gyártanak 10 mA, 100 mA, 300 mA és 500 mA megszólalású készülékeket is. A 10 mA-es változat felhasználására kiváló példa egy elektromos motorokkal üzemelő pezsgőfürdő, ahol csak a fürdő motorjait tápláló kört szokás külön ilyen magas szinten biztosítani, míg a többi áramkörnek megfelelő a 30 mA-es relé is. Az 500 mA-es relé egy nagyobb épület összegző fő reléje lehet, ahol cél az, hogy az egész épület is védve legyen, de külön alkörök biztosítják az egyes kisebb áramkörök védelmét (jellemzően emeletek, speciális szobák, műhelyek kerülnek ilyen módon alhálózati szegmensekre).
Az elektromos érzékenység és hibatűrés közötti helyes arány megtalálása csak az egyik fontos tényező, amelyet a gyártók igyekeznek fejleszteni. A másik szempont a fizikai környezeti behatások, hőmérséklet, páratartalom, légszennyezettség, amelyek káros hatásait szintén megpróbálják minél jobban kiküszöbölni. Az elektromechanikus leoldó modul képén látható, hogy az alkalmazott megoldás egyfajta kompromisszumot követel meg a környezeti behatásokat illetően, mivel a fémek, rugók, műanyagok eltérő hőmérsékleti dilatációja, rugalmasságváltozása kedvezőtlenül befolyásolhatják a relé működését intenzív környezeti körülmények között. A legtöbb gyártó meg is adja azt a hőmérsékleti és légszennyezettségi tartományt, ahol szavatolják a relé adatlapján feltüntetett értékek meglétét. Mivel legtöbbször igen nagy áramok átvezetését és megszakítását kell egy ilyen relének elvégeznie, muszáj mechanikus (ezüst ötvözetből, korábban kadmiumos ötvözetből készült) érintkezőket is tartalmaznia, amelyek a 100 A-es tartományban is megbízható megszakítást tudnak produkálni egy terhelés alatt lévő hálózaton. Ilyenkor a megszakítás pillanatában intenzív elektromos ív keletkezik, melyet az ötvözőanyag használata ugyan csökkent, de emiatt szokás megadni a relé maximális üzemszerű lekapcsolásainak számát is, amelyet az érintkezők még elviselnek. Az elektromos és elektromechanikus alkatrészek közötti összhang stabil megtalálása sokéves gyártói tapasztalaton és kutatáson alapul.
Egyes tűzvédelemre szánt relék leoldási árama 3A is lehet,ez kifejezetten testzárlat,túlmelegedés elleni védelemre szolgál.

## Típusai

FI relé típusok, működési és hibaáram jelleggörbék

„AC” típus – Kizárólag szinuszos váltakozó áramú környezetben használható megfelelően, illetve ilyen környezetben működik hibamentesen. Egyéb környezetben (pl. szokványos elektromos felszereltségű családi ház) túl sok hibás leoldást eredményezhet. Mindazonáltal ez a legelterjedtebb típus. A külső behatásokra (vihar, hőmérséklet, betáplálási oldalról érkező impulzusok) viszonyított túlérzékenysége veszélyes lehet ott, ahol egy hibás leoldásból eredő hosszabb áramkimaradás anyagi kárhoz, állománypusztuláshoz (pl. állatfarm) vagy életveszélyhez (pl. kórház) vezet. Egyes gyártók speciális visszakapcsoló automatikákat gyártanak, amelyek előre beállítható feltételrendszer alapján el tudják végezni a visszakapcsolást, direkt az ilyen esetek megelőzésére. A visszakapcsoló modulok alkalmazása egy családi ház esetében túlzónak mondható, de különösen kritikus, a folyamatos áramellátástól nagyban függő helyzetekben ezt a lehetőséget sem szabad figyelmen kívül hagyni. Az „AC” típusú relé jele: egy téglalapban látható szinuszhullám. A típusra jellemző gyenge lökőáram-állóságra több gyártó is igyekezett jó megoldást találni. Az egyik elképzelés szerint rövid (30–50 ms-os) késleltetést iktatnak be, amitől így még nem minősül szelektív, azaz nagyobb mértékben késleltetett relének, illetve a másik megoldás szerint próbálják a megszólalási érték alatti hibaáramokat minél jobban elnyomni. A két megoldás kombinációjával ráadásul még jobb eredményt lehet elérni. Az ilyen FI relék szokványos típusjele mellett egy kis keretben egy cápauszonyra emlékeztető, valójában a lökőáramok általános felfutási görbéjét ábrázoló jel látható, míg más gyártók egy keretbe rajzolt kis villámmal jelölik ugyanezt. Ez a plusz védelem és jelölési mód más típusú relék esetében is megjelenhet.
„A” típus – Az előző továbbfejlesztéseként jött létre, amikor már nem csak a szekunder oldalon megjelenő (pl. 30 mA) gerjesztési hibaáram puszta előfordulását „figyeli” a beépített elektronika, hanem annak a jelleggörbéjét is igyekszik alapszinten kiértékelni. Itt még nincs bonyolult áramkör, például IC használatban, csupán az áramváltó tekercséhez jól megválasztott diódapárok és kondenzátorok illetve ellenállások megfelelő szűrőkapcsolásáról van szó, amelyekkel „felfogható”, illetve elnyomható a nemkívánatos impulzus. Ez a típus már sokkal inkább megfelel egy átlagos felhasználási környezetnek, ahol egyszerre vannak jelen váltakozóáramú és egyenáramú eszközök a hálózaton (pl: mosógép, sütő, számítógép, telefontöltők, fényerő szabályozós lámpák, digitális háztartási eszközök, szórakoztató elektronikák stb.). Ezt a típust már érdemes családi házak, irodák érintésvédelmi biztosítására használni, de a külső behatásokra (vihar, lökésszerű impulzus a betáplálási oldalról) még mindig adhat ritkán téves leoldásokat. A lökőáram-állóságra vonatkozó plusz védelmi lehetőségek és az azokhoz tartozó plusz jelölési módok megegyeznek az előző „AC” típusnál tárgyaltakkal. Az „A” típusú relé jele: egy téglalapban egy szinuszhullám együtt, egymás alatt ábrázolva egy egyenirányított áramot jelző két fél felső hullámmal, a két jel egyforma méretű a téglalapban)
„S” – Ez a típus késleltetett leoldású, (Selective, ang.) Olyan környezetben használatos, ahol utána fűzve további nem késleltetett relék is vannak a hálózaton. Ilyen környezetek lehetnek nagyobb elektromos rendszerrel felszerelt épületek, műhelycsarnokok, irodaházak, ahol kisebb hibák esetén ki kell küszöbölni a teljes épület betáplálási leoldását, miközben az egyes alszakaszok érintésvédelme továbbra is fontos. Ilyen esetben az „S” típusú, úgynevezett összegző fő relé csak akkor old le, ha az egész hálózaton következik be hibaáram elfolyás, ami már az épület tűzbiztonságát veszélyezteti. Az életvédelmet továbbra is az alszakaszok egyéb típusú nem késleltetett reléi látják el, amelyek csak az adott szakaszt áramtalanítják, megvédve ezzel az ott dolgozókat. Figyelni kell arra, hogy „S” jelzésű relé véletlenül ne kerüljön olyan környezetbe egyedüliként, ahol a késleltetett leoldásra nincs szükség, hiszen éppen a gyors leoldás képessége az, amely miatt az életvédelmi funkció megvalósul. Jele: a fentiek valamelyike, plusz egy nagy „S” betű.
„B” és „Si” típus (az Si rövidítés feloldása Super immunized, azaz megnövelt immunitású) – Ez ma a legkorszerűbbnek mondható típus, ahol a beépített elektronika fel van készítve a szekunder tekercsen ébredő áram jelleggörbéjének pontos kiértékelésére. Itt az ártól függően létezik mikrokontrollert tartalmazó „okos" elektronikás változat, illetve az „A” típusnál tárgyalt passzív elemekből megfelelően felépített – a hasznos jeleket erősítő és a nemkívánatos jeleket elnyomni tudó – viszonylag egyszerű megoldás is. Ezáltal az ilyen típusú FI relé képes arra, hogy kiszűrje a hibás és felesleges leoldásokat, megelőzve ezzel a többi típusnál tárgyalt káreseményeket. Az „Si” relék jól viselik a nagyfrekvenciás zavarokat, egyenáramú összetevőkből eredő impulzusokat és a betáplálási oldali lökések legnagyobb részét, mindezt úgy, hogy a tényleges hibaáramokra akkor is képesek reagálni ha azoknak szinte semmi köze a váltakozó áram szabályos szinuszgörbéjéhez (lásd hibaáram ábra). Egy átlagos családi ház vagy iroda biztosítására ez a típus felel meg a leginkább, mivel az ilyen helyeken szóba jöhető hibaáramok változatosságát átfogóan képes lefedni. A precíz elektronika miatt az ára a többi típushoz mérten jóval magasabb, emiatt Magyarországon még kevesen forgalmazzák. A típuscsalád jele: egy téglalapban egy egyenirányított áramot jelző két fél felső hullám egy kisebb méretű szinuszhullámmal fölötte. Olyan is előfordul, hogy egy szaggatott vonal párban egy szinuszhullámmal, vagy egy szaggatott vonal és egy egyenes vonal együtt. Ha az adott típus „Si” jellemzővel is bír, akkor ezt vagy teljesen kiírva vagy rövidítve tüntetik fel, de az is lehetséges, hogy csak a típusszámból lehet erre következtetni a gyári adatlap alapján. Az „Si” rövidítés és az „S” (szelektív) jelölés könnyű összetéveszthetősége miatt terjedt el a „B” típus megnevezés, ám gyártótól függően megjelenhet az „F”, „G” vagy K”, de az „A+” is, miközben a hivatalos gyártófüggetlen szakirodalomban egyöntetűen „B” jelöléssel hivatkoznak rá. A megkülönböztetés valódi oka annak a képességnek a jelzése, hogy az ilyen relé megfelelően tudja kezelni az egyenáramú komponensekből adódó hibaáramokat is. A két típusváltozat („Si” és B”) nem teljesen azonos karakterisztikát jelent, mivel erre még nincs egységesen szabványosított gyártói megegyezés. De annyi közös pont mindenképp megállapítható, hogy az „Si” és a „B” típusok minden esetben egy speciálisan bővített „A” típust jelölnek, megfelelő egyenáramú komponens hibakezeléssel. Az „Si” vonal emellett inkább a túlérzékenység és hibás leoldások kiküszöbölésére fókuszál, míg a „B” vonal pedig a mindenkor megfelelő hibaáram-jelleggörbe kiértékelést kezeli hangsúlyosabban. Belátható, hogy mindkét törekvés végül ugyanazt a célt szolgálja, azaz a minél pontosabb hibaáram-kezelés egyúttal a téves leoldások számait is csökkenti.

### Speciális típusok
A bonyolultabb, komolyabb tudású típusokból néhány nagyobb gyártó speciális szabályozható változatokat is készít, egyedi igények kiszolgálására. Ilyen lehet például egy nagyfrekvenciás áramokat használó műanyaghegesztő műhely, ahol a helyi igények szerint pontosan beállítható karakterisztikájú FI relére van szükség az ott dolgozók biztonsága érdekében. Bonyolult kórházi vizsgálati berendezések esetében is előfordulhat, hogy az eszköz elektronikai sajátosságaihoz tökéletesen illeszkedő érintésvédelmet kell kiépíteni. Szintén speciális FI relét igényel egy nagy áramú, de törpefeszültségű (pl. 1000 A, 24 V) munkakörnyezet is, vagy egy olyan munkahely, ahol csak egyenirányított árammal dolgoznak. A szabályozható FI relék esetében az adott feladatnak és a gyártó által biztosított lehetőségeknek megfelelően beállítható lehet a leoldási áram, a leoldási sebesség, a várható hibaáram frekvenciája és/vagy feszültsége, a leoldási érzékenység határai stb. A nagy áramú alkalmazások esetében legtöbbször már nem is lehetséges a DIN-sínes kivitelbe belesűríteni az összes szükséges összetevőt, így ezek a relék gyakran egy többkomponensű rendszer részegységei, ahol külön egységet képez az áramváltó, valamint a megszakító modul. A 0,5 kA-es tartományban és fölötte már nem megoldható az átvezetés és megszakítás a FI relén keresztül, azt külön erre méretezett megszakítónak kell végeznie. Az ilyen rendszerben használatos FI relék fizikai kivitele is eltér a hagyományos változatoktól, a csatlakozások méretezése és a beépített megszakító rész hiánya igazodik az áramváltóról érkező kisebb áramokhoz, meghagyva ezzel a helyet a bonyolultabb elektronika számára.

### Különböző típusok felhasználási területei
Gyakran léteznek olyan igények, ahol csak egy kisebb szakasz, alegység védelme szükséges, ahol pontosan behatárolható a használt áramköri elemek jellege. Oda nem szükséges és nem is gazdaságos a nagyobb tudású megoldást választani, bőven elég a feladatot megfelelően ellátni tudó típus alkalmazása. A fejlettebb karakterisztikájú FI relék létezése azért nem szorította ki az „AC” típust, mert ahol felesleges a bonyolultabb hibaáram-kezelés, ott kihasználatlan volna a szélesebb spektrumú védelmi képesség. Egy fürdőszoba vagy egy jakuzzi biztosításakor például nem követelmény, hogy viharálló és egyenáramú tranzienseket jól tűrő védelmet alakítsunk ki, hanem a minél gyorsabb és érzékenyebb relé alkalmazása a cél. Egy ilyen helyre tökéletesen megfelel egy 10 mA-es „AC” típusú relé, amely csakis ezt a kis kört biztosítja önállóan, speciálisan védve a vizes helyiségben, nedves környezetben ott tartózkodókat. Ha pedig a távollétünkben valamilyen tápoldali zavar miatt leoldás következik be, a jakuzzi ugyan áram nélkül marad a kézi visszakapcsolásig, de ez ilyenkor természetesen nem fog senkinek sem problémát okozni. Ugyanez igaz egy építkezésen kialakított felvonulási szekrényre is, ahol szintén a gyors és hatékony életvédelem a cél (a csuromvizes és netán zárlatos betonkeverő mellett dolgozó munkás szempontjából). Ilyen esetekben nem szükséges a speciális jelleggörbék kezelése, csak a hibaáramra adott azonnali válaszreakció fontos, majd a hiba elhárítása után a relé visszakapcsolásával a munka folytatható. Azokon a helyeken, ahol az egyenáramú alkalmazásokból eredő hibaáramokra is számítani lehet, illetve a folyamatos áramellátás követelménye miatt fontos a jó lökőáram-állóság, ott a nagyobb tudású, bonyolultabb felépítésű, jobb hibatűrésű FI reléket kell alkalmazni. Azaz ilyenkor már nem elég az alap „AC” típus használata, hanem feladattól függően kell a további típusok közül választani. A vezérelv itt az, hogy minden esetben pontosan meg kell feleltetni a védelmi megoldást az adott védelmi igénnyel.

## Kivitele

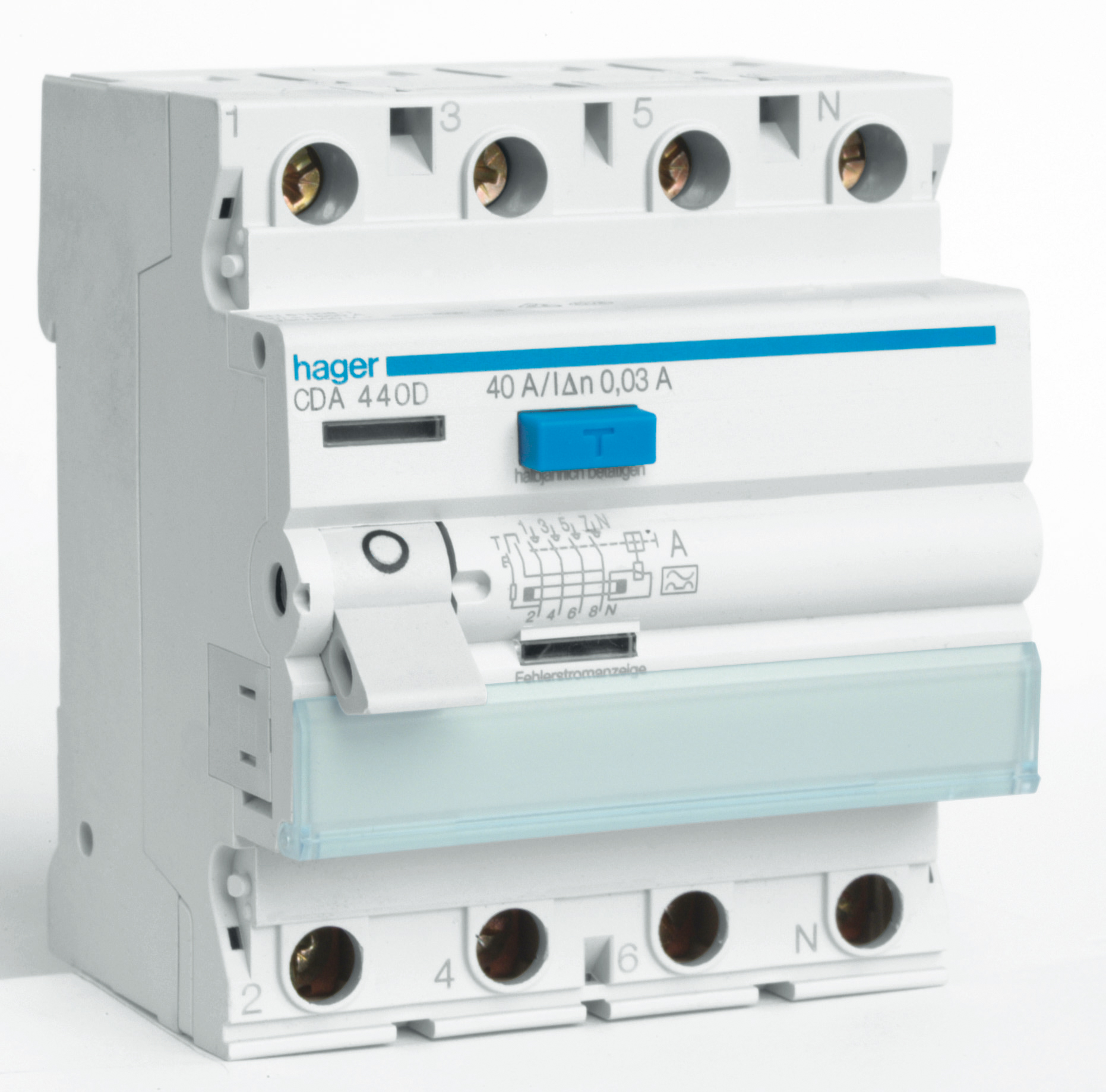
3 fázisú (négy pólusú) FI relé, Névleges árama: 40 A, Leoldási árama: 30 mA, Karakterisztikája (típusa) A

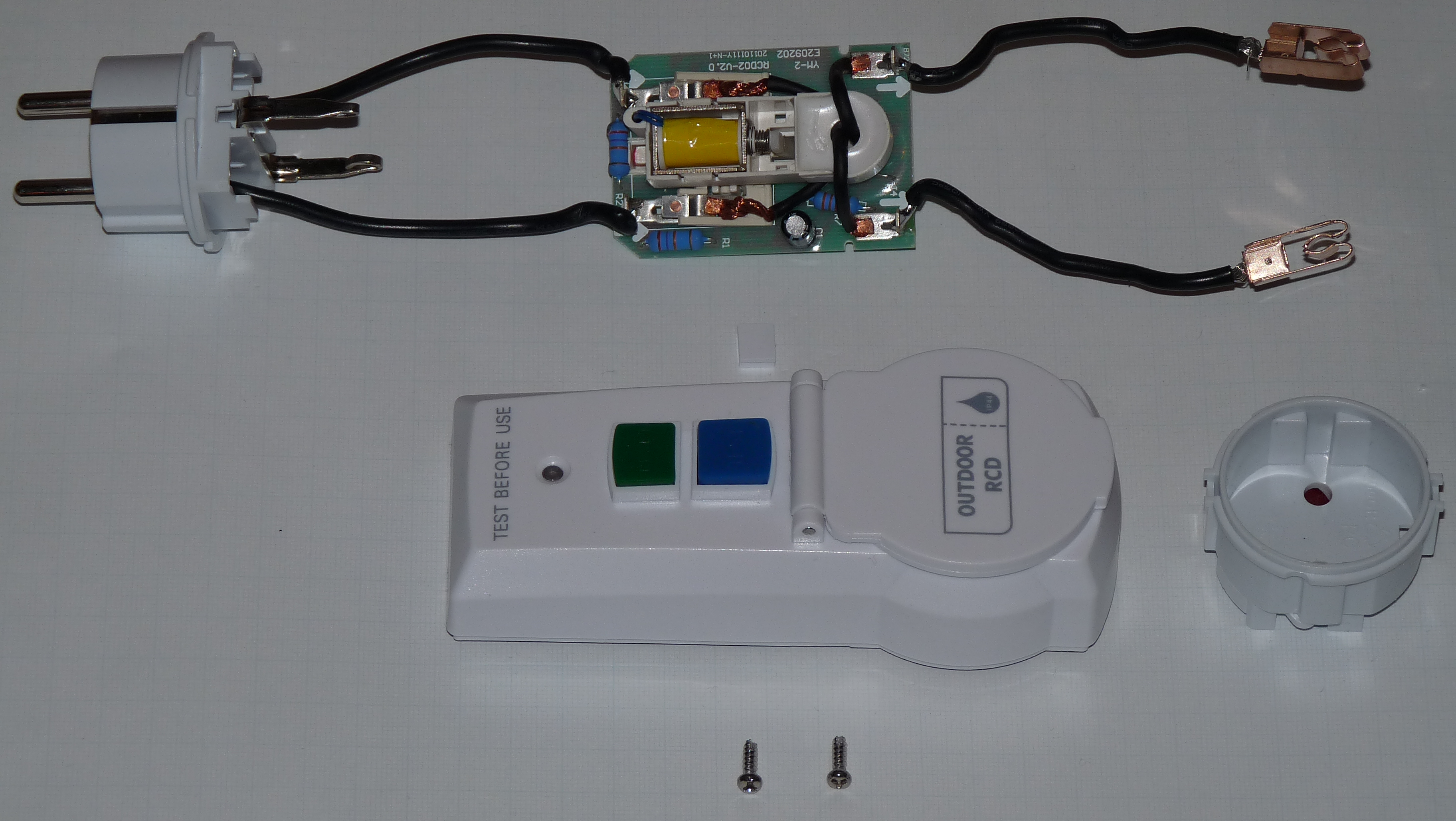
Szétszerelt fali-aljzat-köztes-tag kivitelű FI relé

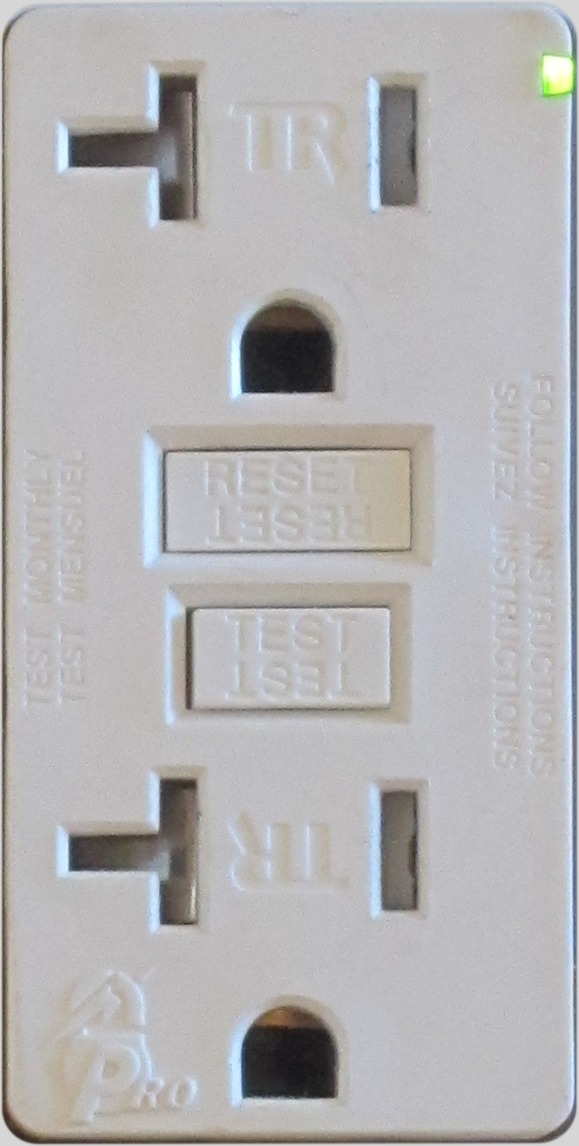
Fali dugaszoló aljzattal egybeépített FI relé (Észak Amerika)

Az érintésvédelmi relé készülhet egyfázisú (kétpólusú: L+N) és háromfázisú (négypólusú: L1+L2+L3+N) kivitelben. Háromfázisú fogyasztók esetében háromfázisú érintésvédelmi relét szükséges beszerelni.

### Kiviteli változatai
Az egyes kiviteli változatokat az angol szakirodalom szerinti megnevezés alapján gyűjtöttük össze, mivel a hazai szakma még nem rendelkezik hasonlóan elfogadott és elterjedt rövidítésrendszerrel. Nálunk inkább a leíró jellegű, hosszabb megnevezési változatok ismertek.
- RCCB (Residual Current Operated Circuit-Breaker – without Integral Overcurrent Protection) Hibaáram által működtetett áramköri megszakító – túláramvédelem nélkül.

Gyakran ez a változat szerepel egyszerűen RCD azaz Residual Current Device néven, amely nyers fordításban Hibaárami Eszközt jelent. Többnyire ezen két rövidítési módok egyikén hivatkoznak a szokványos alapfelépítésű FI relékre. Ez a változat túláramok és rövidzár ellen nem nyújt védelmet, ezért mindig egyéb védelmekkel együtt kell alkalmazni.
- RCBO (Residual Current Operated Circuit-Breaker with Integral Overcurrent Protection) Hibaáram által működtetett áramköri megszakító beépített túláramvédelemmel.

Az előző változat kiegészítve túláramvédelmi megoldással. Ezen kialakítási módból adódóan az ilyen FI relé felhasználható további túláramvédelem alkalmazása nélkül.
- SRCD (Socket-Outlet incorporating a Residual Current Device) Fali Csatlakozó-aljzatba épített Hibaáram-védelmi Eszköz

Célfeladatra optimalizált, csatlakozó aljzatos, falba süllyesztett kivitelű FI relé. Ilyenek vannak általában egyes szállodai szobák fürdőszobáiban is felszerelve, kifejezetten a vizes helyiségben használatos villanyborotvák számára. Többnyire feszültségfüggő kialakításúak.
- FCURCD (Fused Connection Unit incorporating a Residual Current Device) Biztosítóval együtt szerelt Hibaáram-védelmi Eszköz

Ez a változat tekinthető egy biztosítóval egybeépített FI relének, amely többnyire kisebb, egyedi leágazások külön védelmére használnak. Gyakran feszültségfüggő kialakításúak. Magyarországon nem terjedt el, így ha erre a megoldásra van szükség, akkor egy külön FI relé és egy külön biztosító/kismegszakító párossal szerelik.
- PRCD (Portable Residual Current Device) Hordozható Hibaáram-védelmi Eszköz

Az egyfázisú FI relének létezik szokványos fali csatlakozó aljzatba dugható mobil változata is, amellyel az utána kapcsolt elektromos készülék kezelője védhető. Az ilyen csatlakozó aljzat-köztes-tag felépítésű FI relék felhasználási területe célszerűen a háztartási kültéri munkák közben lehet hasznos, mint például kertápolás során használt elektromos fűnyíró stb., ahol a véletlen vezetéksérülés okozhat áramütést. Létezik túláramvédelemmel kombinált változata is, bár nem gyakori. Többnyire feszültségfüggő kialakításúak.
- CBR (Circuit-Breaker incorporating Residual Current Protection) Áramköri Megszakítóba épített Hibaáram-védelmi Eszköz

Áramköri megszakító, amelynek fő feladata a mindenkori biztos megszakítási képesség (nagyobb áramerősségeknél), amelyekbe pluszban FI relét is építettek. Gyakran úgy, hogy nem a megszakító rész mögé, hanem mellé kerül a FI relé szerkezete, így ezek általában a DIN sínes szabvány szerint 6U vagy még nagyobb szélességű eszközök. Tulajdonképpen megegyezik a fentebb tárgyalt RCBO-val, azzal a különbséggel, hogy a CBR-t inkább a nagy áramú alkalmazásoknál használják.
- RCM (Residual Current Monitor) Hibaáram Monitor

Védelmet nem ad, nincs benne megszakító, sem biztosító, csak az előforduló hibaáramok figyelésére szolgál. Belső szerkezetét tekintve a hibaáram érzékelés ugyanúgy működik, mint a FI relé esetében, csak a felismert hibaáramot nem megszakításra használják. Többnyire nagyobb rendszerek részegysége, ahol az egyes áramköri eseményeket pontosan naplózni kell. Léteznek buszrendszerű adatkapcsolati lehetőséggel, illetve számítógép hálózati csatlakozással is felszerelt változatok a távfelügyeleti képesség növelésére.
- MRCD (Modular Residual Current Device) Moduláris Hibaáram-védelmi Eszköz

Egyedileg alkalmazott eszköz amelyben a hibaáram-védelmi megoldás egy külön hozzászerelt megszakítót/biztosítót tud kapcsolni. Tulajdonképpen egy speciális FI relé , amely csak egy másik eszközzel együttműködve tudja adni az RCCB-nél tárgyalt képességeket. Olyan helyre szokás szerelni, ahol nem kívánják lecserélni a már létező megszakítókat, hanem azok kiegészítéseként hibaáram-védelemmel látják el a hálózatot.

### Névleges árama
Lényeges, hogy az érintésvédelmi relé névleges üzemi árama (pl. 25 A), megegyezzen, vagy nagyobb legyen, mint az utána bekötött kismegszakító értéke. A névleges áram meghatározása a FI relé esetében a relé belső kialakítását befolyásoló tényező, ezért ez az adat csak arra használatos, hogy egy adott környezetbe ne kerülhessen kisebb teherbírású relé, mint amekkora a védendő hálózat teljes terhelése. Ha például egy épület fogyasztásmérő melletti főbiztosítója 25 A-es, akkor ott nincs szükség egy 80 A-es vagy még nagyobb névleges áramértékű relére. A FI relék esetében a szükségesnél nagyobbra választott névleges áramérték nem jelent túlméretezési hibát az érintésvédelem szempontjából, hiszen alapesetben a választott relé hibaáram leoldási értéke 30 mA-es kell legyen. A védelmi képesség tehát független a FI relé névleges áramától, de a példában tárgyalt helyre egy legalább 25 A-es névleges áramú relé való, mert a főbiztosító miatt úgysem folyhat nagyobb áram az adott szakaszon. A FI relé névleges áramának megválasztására az a kialakult szakmai gyakorlat, hogy az összterheléshez viszonyított minimum megfelelő helyett az adott típusból választható következő, nagyobb (a példánál maradva egy 40 A-es) névleges áramú relét építenek be.
Szokás feltüntetni még a maximális áramot, amelyet az adott kivitel rövid ideig még elvisel (ez általában 1-3 kA), illetve ha túláramvédővel kombinált FI reléről van szó, akkor az arra jellemző értékeket is megadják. Sokszor igen eltérő a feliratozás részletessége, mert van hogy az összes lényeges információ megtalálható (kicsit zsúfolttá is téve ezzel a rendelkezésre álló helyet), de van olyan is, amikor csakis a gyári adatlap átnézésével ismerhető meg az összes tulajdonság.

### Belső felépítése
Egyfázisú érintésvédelmi relé főbb részei:
1. bevezető csatlakozók

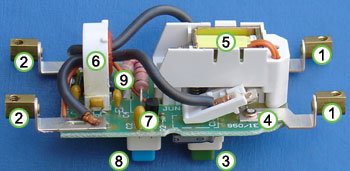
Egyfázisú mobil FI relé belső szerkezete

2. kivezető csatlakozók (az áramváltó mindig a védett oldali áramkörön dolgozik)
3. reset (csak a mobil, illetve a feszültségfüggő reléknél)
4. vezetősín (megszakító érintkezőkkel)
5. szolenoid
6. érzékelő tórusz tekercs (áramváltó)
7. elektronika
8. teszt gomb
9. teszt vezeték

### Pólusok száma
- 2-pólusú (1 fázis + 1 nullvezető)
- 4-pólusú (3 fázis + 1 nullvezető)

### Névleges feszültsége
Névleges feszültség (Un [V]) a hálózatban, amelyre az érintésvédelmi relé készült (Tipikusan 230 V a 2-pólusú, illetve. 400 V a 4-pólusú érintésvédelmi relékre.).

### Gyári adatlap
Az alábbi példatáblázatban látható adatokat és jellemzőket szokták a gyártók feltüntetni. Kisebb eltérések lehetnek, pl. nem adják meg a részletes leoldási időket egyszeres, kétszeres hibaáramokra, vagy a vizuális visszajelzésre vonatkozó adatok hiányoznak stb. de a többi fontos jellemző pontos megadása a gyártó érdeke is.
| Megnevezés                                          | Érték                                           |
| --------------------------------------------------- | ----------------------------------------------- |
| Pólusok száma                                       | 2 (1+N)                                         |
| Névleges áram                                       | 40 A                                            |
| Érzékenység, leoldási áram                          | 30 mA                                           |
| DIN sínre szerelhető                                | Igen, 2U széles                                 |
| Kapcsoló helyzete                                   | Jobb oldalon                                    |
| Leoldási késleltetés (Selective)                    | Nincs, Nem                                      |
| Leoldási sebesség egyszeres leoldási áramon         | (30 mA) max. 300 ms                             |
| Leoldási sebesség kétszeres leoldási áramon         | (60 mA) max. 150 ms                             |
| Leoldási sebesség ötszörös leoldási áramon          | (150 mA) max. 40 ms                             |
| Leoldási hajlandóság félszeres leoldási áramon      | (15 mA) nincs leoldás                           |
| Leoldás módja                                       | rugós előfeszítésű elektromágneses              |
| Karakterisztika, Típus                              | A                                               |
| Maximális áramtűrés                                 | 1500 A                                          |
| Maximális rövidzárási áram                          | 10 kA                                           |
| Bekötési irány                                      | Felül: betáp, Alul: elmenő                      |
| Hálózati frekvencia                                 | 50/60 Hz                                        |
| Névleges feszültség                                 | 230/240 V AC                                    |
| Maximális szigetelési feszültség                    | 500 V                                           |
| Maximálisan elviselt impulzus-szerű feszültséglökés | 6 kV (1,2/50 μs)                                |
| Bekapcsolási visszajelző                            | Van, mechanikus, kapcsoló felirata              |
| Működtetés                                          | Billenőkapcsolóval                              |
| Felszerelés módja                                   | Fix, DIN sínes                                  |
| Nullvezető helyzete                                 | Jobb oldalon                                    |
| Nullvezető szakadásra leoldás                       | Igen                                            |
| Hibavisszajelzés                                    | Van, mechanikus, jelzőablakban piros színnel    |
| Fésűs gyűjtősínnel szerelhető                       | Igen                                            |
| Méretek (mag, szél, mély)                           | 89×36×73 mm                                     |
| Tömeg                                               | 0,23 kg                                         |
| Szín                                                | Fehér                                           |
| Mechanikai üzembiztosság                            | 20 000 kapcsolás (kézi)                         |
| Elektronikai üzembiztosság                          | 10 000 kapcsolás (éles leoldás névleges áramon) |
| Előírt teszt gyakoriság                             | Évente két alkalommal                           |
| Bekötési csatlakozások mérete                       | 1–35 mm²                                        |
| Kábelvég, érvéghüvely hossza                        | 14 mm                                           |
| Csavarmegszorítási nyomaték                         | 3,5 Nm                                          |
| Alkalmazott szabványok                              | EN 61008-1                                      |
| Kapcsoló IP védelmi szintje                         | IP20                                            |
| Készülékház IP védelmi szintje                      | IP40                                            |
| Légszennyezettségi fok                              | 3 (IEC 60947)                                   |
| Megengedett üzemi hőmérséklet                       | -25…+60 ˚C                                      |
| Megengedett tárolási hőmérséklet                    | -40…+85 ˚C                                      |
| RoHS megfelelőség                                   | Megfelelő                                       |
| Újrahasznosítás                                     | Nem speciális, általános elektronikai hulladék  |

### Feszültségfüggő változat
Az érvényben lévő, Magyarországon is elfogadott FI reléket leíró szabványok kimondják, hogy azok leoldási módozata csakis elektromechanikus lehet. A tisztán elektronikus (feszültségfüggő) megoldásokat a szakma életveszélyesnek minősítette, így alkalmazásuk nem felel meg a szabályozásnak. Az elektronika ugyanis csak akkor működőképes, ha kap tápfeszültséget és szabályos hibamentes áramkör részét képezi. Ebből kifolyólag hamis biztonságérzetet kelthet az az elképzelés, hogyha látszólag nincs áram, akkor a balesetveszély is megszűnik. Egy épület áramellátása akkor is szünetel, ha a nullavezető megszakadt, ám ilyen esetben a fázisvezető jelenléte tovább hordozza az áramütés lehetőségét, ráadásul igen kockázatos formában, hiszen az ott tartózkodók abban a tévhitben vannak, hogy az épületben nincs áram, tehát szerintük életveszély sincs. Legtöbbször igen nehéz, vagy akár lehetetlen kívülről eldönteni, hogy az adott relé pontosan milyen belső felépítésű, illetve milyen lekapcsolási metódust alkalmaztak az elkészítésénél, így erről csak a hivatalos gyári adatlap adhat megbízható információt. Ám ezen kiviteli forma használata sem minden esetben jelent azonnal hibás döntést, hiszen a csatlakozóaljzat-köztes-tag felépítésű FI relék legtöbbször feszültségfüggő kialakításúak. Az ilyen mobil FI relé ad hoc alkalmazása kárt nem okoz, de használatuknál lényeges, hogy a felhasználónak megfelelő tájékoztatás útján mindenképpen tudnia kell róla, hogy az így kapott védelem csak kiegészítő jellegű, azaz igen ritkán, de előfordulhat olyan szerencsétlen eset, amikor a körülmények úgy állnak össze, hogy az alkalmazott relé ellenére is megmaradhat az áramütés veszélye.

## Felhasználása Magyarországon
Magyarországon a FI relét jellemzően a betáplálási oldalon, az egész alhálózatot védve szokás beszerelni, általános védelmet adva ezzel az ott lévő összes vezetéknek, fogyasztónak és csatlakozó aljzatnak. Helyes működése csakis ott garantált, ahol a hálózat kivitelezése megfelel az érvényben lévő szabványoknak. Az 1970-es és 1980-as években (vagy még korábban) készült épületek, társasházak vakolt alumínium vezetékes, illetve sokszor földelővezető nélküli, esetleg a földelést a vízvezetékrendszerre kötötten utólag kiépítve tartalmazó vezetékezésben legtöbbször nem szerelhető összegző FI relé, mert a folyamatos hibaáramok jelenléte miatt nem lehet bekapcsolni sem, mert azonnal megszakítja a betáplálást. Ilyenkor egyes végponti fogyasztóknál általában lehet egyedileg védelmet kiépíteni, de az egész épület, ház, lakás, stb. védelme nem megoldható a teljes hálózat korszerűsítése, újra kiépítése nélkül. Általánosságban elmondható tehát, hogyha egy helyen már kiépített és működő összegző FI relé(ke)t látunk, ott vagy korábban elvégezték már a korszerűsítést, vagy eleve az aktuális szabványoknak megfelelően kivitelezett elektromos hálózatot szereltek fel az épületben.

## Története
A világ első hibaáram-védelmi rendszerét Henri Rubin fejlesztette ki Dél-Afrikában. Az elektromos árammal kapcsolatos balesetek komoly kockázatot jelentettek a dél-afrikai aranybányákban, ezért Henri Rubin az F.W.J. Electrical Industries cég mérnökeként 1955-ben kifejlesztett egy harmonikus mágneses erősítésű egyensúlyi rendszert a probléma megoldására.
A korai hideg katódos kivitel működési feszültsége 525 V, érzékenysége pedig 250 mA volt, míg ezt megelőzően a hasonló szerkezetek életvédelem szempontjából semmiképpen nem megfelelő 10 A-es „érzékenységűek” voltak. Az érzékenyebb változatot több aranybányában is telepítették, ahol megbízhatóan működött. Rubin eközben elkezdett egy teljesen új megoldáson is dolgozni, amelynek segítségével nagyban növelni tudta az érzékenységet. 1956-ban Harmonikus mágneses erősítésű egyensúlyi rendszer néven be is nyújtotta rá a szabadalmat. A prototípus működési feszültsége 220 V, a névleges árama 60 A, míg az érzékenysége állítható volt 12,5 és 17,5 mA között. Az újszerű kialakításának köszönhetően nagyon gyors leoldási sebesség volt rá jellemző. Ezek az értékek együttesen már bőven az emberi szív és keringési rendszer által elviselni képes határokon belül voltak. A rendszer megszakítóval, biztosítóval és rövidzár-védelemmel is el volt látva, amelyek együttesen a mostani FI relék elődjévé tették. Rubin készüléke az eredeti prototípus kiegészítéseként később már azzal a képességgel is rendelkezett, hogy le tudott kapcsolni a megszakadt nullavezető esetében is. Ez különösen fontos volt az elektromos tüzek elleni védekezésben. Egy aranybányákhoz közeli faluban élő nőt ért áramütéses háztartási balesetet követően néhány száz otthonban F.W.J. gyártmányú 20 mA érzékenységű eszközöket szereltek fel az 1957 és 1958 közötti időszakban. Az F.W.J. Electrical Industries nevű cég a későbbiekben is folytatta a 20 mA-es egyfázisú és háromfázisú magamp eszközök gyártását. Miközben Rubin a magamp-on dolgozott, megpróbálkozott a tranzisztoros megoldással is, de a korai tranzisztorok még túl megbízhatatlannak bizonyultak. Később, amikor már fejlődött a félvezetőgyártás, Rubin cége, illetve más cégek is elkezdtek tranzisztor alapú hibaáram-védelmi készülékeket gyártani.
1961-ben Charles Dalziel a Rucker Manufacturing cégnél kifejlesztett egy tranzisztor alapú megoldást, amelyet Ground Fault Circuit Interrupter (GFCI)-nek neveztek. Ez nyers fordításban Földzárlati Áramköri Megszakító-t jelent. Néha rövidítették GFI-nek (Ground Fault Interrupter, Földzárlati megszakító) is. Ez a megnevezés a nagyérzékenységű érintésvédelmi eszközökkel kapcsolatosan még mindig használatban van az USA-ban.
Az 1970-es évek elején az észak-amerikai GFCI eszközök voltak a legelterjedtebb megszakító típusok, majd a fali csatlakozó aljzatba beépített változat vált általánossá a 80-as években. Az elosztó panelbe (kismegszakító dobozba) telepített változatok gyakori lekapcsolását a gyenge vagy nem megfelelő szigetelések okozták. De gyakoriak voltak a hibás leoldások akkor is, amikor túlságosan hosszú vezetékezésű áramköröket szereltek. Ezeknél már alaphelyzetben annyi szivárgóáram volt jelen, hogy egészen kis további hibaáramra azonnal leoldott a védelem. Az észak-Amerikában elterjedt megoldásként a fali csatlakozóaljzatba szerelt változat mérsékelte ezt a problémát. Könnyen belátható, hogy ezzel a megoldással tulajdonképpen csak kényelmesen elfedték a teljes hálózaton jelentkező hibaáramokat, miközben védelmet biztosítottak a végpontokon, amelynek szükségessége nedves környezetben (pl. fürdőszoba) különösen fontos volt.
Az európai szerelési gyakorlatban inkább a betáplálási oldali megoldásokat részesítették és részesítik ma is előnyben, amellyel az egész hálózatnak lehet védelmet biztosítani, ideértve a teljes vezetékezést is. Ennek hátránya, hogy egy fogyasztói hiba esetén az egész hálózat lekapcsolásra kerül, vagyis nem szelektív a leoldás. A fali csatlakozóaljzat kivitelű felhasználás Európában nem terjedt el.

## Fordítás
- Ez a szócikk részben vagy egészben  a   Residual-current device című angol Wikipédia-szócikk ezen változatának fordításán alapul.  Az eredeti cikk szerkesztőit annak laptörténete sorolja fel. Ez a jelzés csupán a megfogalmazás eredetét és a szerzői jogokat jelzi, nem szolgál a cikkben szereplő információk forrásmegjelöléseként.

## Szabványok
- IEC 60755 szabvány – General requirements for residual current operated protective devices (Általános követelmények különbözeti áram működtetésű védőkészülékekre)
- MSZ EN 61008 szabványsorozat – Áram-védőkapcsolók, beépített túláramvédelem nélkül, háztartási és hasonló alkalmazásokra (RCCB-k)
- MSZ EN 61009 szabványsorozat – Áram-védőkapcsolók, beépített túláramvédelemmel, háztartási és hasonló használatra (RCBO-védőkapcsolók)